# Salvia pinguifolia
Salvia pinguifolia là một loài thực vật có hoa trong họ Hoa môi. Loài này được (Fernald) Wooton & Standl. miêu tả khoa học đầu tiên năm 1913.